# 德古拉 (2020年電視劇)
《德古拉》（英語：Dracula）是一部英國恐怖電視劇，改編自伯蘭·史杜克創作的同名小說。該劇由馬克·蓋提斯和史蒂芬·莫法特主創，克萊斯·邦、多莉·威爾斯與約翰·赫弗南擔任主演；故事主要描述德古拉伯爵從東歐的起源到凡赫辛的後代及其他人的鬥爭。《德古拉》全劇共三集，定於2020年1月1日起在BBC One上連三天首播，並於1月4日在Netflix上發行。

## 劇情
1897年的維多利亞時代，在外西凡尼亞的德古拉伯爵渴望著鮮血並制定了一個襲擊倫敦的計劃，同時也牽扯到凡赫辛的後代及其他人的鬥爭之中。

## 演員
- 克萊斯·邦[3]飾演德古拉伯爵
- 約翰·赫弗南（英语：John Heffernan (actor)）[4]飾演強納森·哈克（英语：Jonathan Harker）
- 多莉·威爾斯（英语：Dolly Wells）[4]飾演阿嘉莎（Sister Agatha）
- 喬安娜·斯坎蘭（英语：Joanna Scanlan）[4]飾演修女院長（Mother Superior）
- 莫菲德·克拉克[4]飾演米娜·哈克（英语：Mina Harker）
- 盧扎·里希特（Lujza Richter）[4]飾演伊蓮娜（英语：Brides of Dracula）
- 馬克·蓋提斯[4]飾演法蘭克（Frank）
- 喬納森·阿里斯（英语：Jonathan Aris）[5]飾演索科洛夫船長（Captain Sokolov）
- 沙查·達文（英语：Sacha Dhawan）[5]飾演夏爾馬博士（Dr. Sharma）
- 內森·史都華-賈萊特（英语：Nathan Stewart-Jarrett）[5]飾演阿迪薩（Adisa）
- 凱瑟琳·謝爾（英语：Catherine Schell）[5]飾演大公爵夫人瓦萊莉亞（Grand Duchess Valeria）
- 優素福·凱爾科爾（Youssef Kerkour）[5]飾演歐爾蓋倫（Olgaren）
- 克萊夫·羅素（英语：Clive Russell）[5]飾演瓦倫丁（Valentin）
- 琳西·馬歇爾（英语：Lyndsey Marshal）飾演布洛瑟姆（Bloxham）
- 香奈兒·克雷斯維爾（英语：Chanel Cresswell）飾演凱薩琳（Katherine）
- 馬修·比爾德飾演傑克（Jack）
- 莎拉·尼爾斯（英语：Sarah Niles）飾演梅格（Meg）
- 娜塔莎·拉德斯基（英语：Natasha Radski）飾演母親（Mother）

## 集數
| 集數 | 標題                            | 導演            | 編劇                        | 首播日期     | 英國收視人數 （百萬） |
| ---- | ------------------------------- | --------------- | --------------------------- | ------------ | --------------------- |
| 1    | 野獸法則 The Rules of the Beast | 喬尼·坎貝爾     | 馬克·蓋提斯 & 史蒂芬·莫法特 | 2020年1月1日 | 6.99                  |
| 2    | 血船 Blood Vessel               | 戴蒙·湯瑪士（Damon Thomas） | 馬克·蓋提斯 & 史蒂芬·莫法特 | 2020年1月2日 | 5.58                  |
| 3    | 幽暗羅盤 The Dark Compass       | 保羅·麥格根     | 馬克·蓋提斯 & 史蒂芬·莫法特 | 2020年1月3日 | 5.22                  |

## 製作

### 發展
《德古拉》改編自伯蘭·史杜克創作的同名小說，其發展作業於2017年6月開始，由英國製片商哈斯伍德電影公司和發行商BBC隨其他美國的合作夥伴共同製作，曾在電視劇《新世紀福爾摩斯》合作的馬克·蓋提斯和史蒂芬·莫法特再度共同編寫劇本。2018年10月，BBC正式通過執行此項目，這部以三集劇集（每集90分鐘）所組成的電視劇在英國將在BBC One上播出，而英國以外的地區則交由Netflix發行。據蓋提斯的說法，這版的德古拉是以「他自己故事的英雄」作為敘事的焦點核心、主要角色，而非讓更多傳統英雄去擊倒的黑暗反派。他們重現了原作小說中的內容並增添了一些新的事物（小說中所忽略的內容），如同《新世紀福爾摩斯》一樣，他們的德古拉版本同時兼具了可信任和不可信任的特質。

### 選角
丹麥演員克萊斯·邦於2018年11月被選中成為主角德古拉的演員；邦表示：「我很高興能夠擔任《德古拉》中的一角，尤其是當劇本由史蒂芬·莫法特、馬克·蓋提斯和負責《新世紀福爾摩斯》團隊的不可思議的才能所掌控時。」他還為此研究了德古拉這個角色並將其形容為：「他很邪惡，但他還有許多東西，他具有超凡的魅力、聰明、機智和性感。」。蓋提斯、莫法特及製片人蘇·維特也表示：「就是那一刻，除了克萊斯外，還會有誰呢？他擁有一切。絢麗奪目、富有魅力、殺傷力。他高大、黑暗且每次都令人毛骨悚然。」
2019年2月，約翰·赫弗南、多莉·威爾斯、喬安娜·斯坎蘭、莫菲德·克拉克和盧扎·里希特（Lujza Richter）加入了演出陣容，而蓋提斯也會參與演出。4月，喬納森·阿里斯、沙查·達文、內森·史都華-賈萊特、凱瑟琳·謝爾、優素福·凱爾科爾（Youssef Kerkour）與克萊夫·羅素簽約參演；此外，喬尼·坎貝爾、戴蒙·湯瑪士（Damon Thomas）及保羅·麥格根則被聘來擔任各集的導演。

### 拍攝
該劇的主要拍攝於2019年3月4日起在斯洛伐克的奧拉瓦城堡開始進行。取景地還包括了斯洛伐克的班斯卡-什佳夫尼察和祖貝雷克及英格蘭伯克郡的布雷製片室。拍攝作業於2019年8月1日宣布結束，歷時七個月；此外，據蓋提斯透露，當他們拍完最後一場戲時，剛好有隻蝙蝠飛進了攝影棚中而令他感到驚訝。

## 發行
《德古拉》於2020年1月1日晚間九點起在BBC One上首播，連播三天。之後，這三集於2020年1月4日在Netflix上發行。與此同時，馬克·蓋提斯製作的紀錄片《尋找德古拉》（In Search of Dracula）也隨電視劇在BBC One上播出，當中涉及從奧拉瓦城堡（1922年吸血鬼電影《不死殭屍—恐慄交響曲》的取景地）開始，紀錄片跟隨著蓋提斯在倫敦圖書館搜尋研究文獻，並在費城翻閱原作作者伯蘭·史杜克的原版筆記和未採用的想法。

### 市場營銷
首支預告片於2019年10月27日釋出。

## 外部連結
- 在BBC Programmes了解《德古拉》（英文）

- 在Netflix上觀看《德古拉》
- 互联网电影数据库（IMDb）上《德古拉》的资料（英文）